# Argemone
Argemone is een geslacht van 32 soorten kruidachtige bloemplanten uit de papaverfamilie (Papaveraceae). Het geslacht bestaat uit een aantal nauwelijks van elkaar te onderscheiden soorten. 
De geslachtsnaam Argemone werd door Carl Linnaeus toegekend in zijn Species plantarum uit 1753. Hij hergebruikte het tweede deel van Papaver argemone. In de Verenigde Staten worden ze Thistle Poppy, Chicalote en Cowboy's Fried Egg genoemd.

## Beschrijving
De witte, papierachtige bloemen hebben in het midden een groot aantal heldere, meestal gele meeldraden. Argemone corymbosa heeft oranje meeldraden. Deze bloemen bloeien het hele jaar door. De bloemen hebben vier tot zes tere kroonbladen en worden circa 10 cm breed. De rechtopstaande doosvruchten zijn drie- tot zevenhokkig.
De tot 1 m hoge planten zijn sterk vertakt en hebben puntige, gelobde bladeren in een grijsgroene kleur, die enigszins op die van distels lijken. Het melksap in de stengels varieert van wit tot oranje.
De kleur van de bloemen loopt uiteen van wit, geel, goudkleurig, brons tot lavendelkleurig.

## Verspreiding
Het verspreidingsgebied bestaat uit de woestijngebieden van zuidwest Californië tot Texas. De noordelijke grens loopt bij Nevada en Utah, in Mexico kan men de plant vinden in de deelstaten Chihuahua en Coahuila. Het totale verspreidingsgebied loopt door tot in Zuid-Amerika.
De habitat van deze planten bestaat uit droge, open, zonnige plaatsen.

## Gebruik
Alle delen van de planten bevatten alkaloïden en zijn daarmee giftig. Ook vee eet deze planten niet.
Er is geen exacte analyse van de samenstelling van de alkaloïden in de verschillende soorten bekend.

## Soorten
Enkele soorten zijn:
- Argemone fruticosa (Coahuila)
- Argemone glauca (Hawaï)
- Argemone mexicana Stekelpapaver
- Argemone munita (Sonorawoestijn)
- Argemone ownbeyana (Chihuahua)
- Argemone platyceras (Sonorawoestijn)
- Argemone pleicantha (Grote Bekken)
- Argemone polyanthemos (Chihuahua)
- Argemone turnerae (Chihuahua)

... · 
Argemone · 
Bocconia · 
Ceratocapnos · 
Chelidonium (Stinkende gouwe) · 
Corydalis (Helmbloem) · 
Dendromecon · 
Dicentra · 
Eschscholzia · 
Fumaria (Duivenkervel) · 
Glaucium · 
Hunnemannia · 
Meconopsis · 
Papaver (Klaproos) · 
Pseudofumaria (Muurhelmbloem) · 
Romneya ·  
Stylophorum · 
...